# Лев V (герб)
Лев V (пол. Lew V, Lew-Kiedrowski, Stresz) — кашубський шляхетський герб, відмінний від герба «Лев».

## Опис герба
Використовують правила блазонування, запропоновані Альфредом Знамеровським:
На блакитному полі піднятий золотий лев. Клейнот: Над шоломом у короні половина золотого лева, піднявшогося на диби. Сині лаври огорнуті золотом.

## Найдавніші записи
Герб цей з'явився в гербовнику «Новий Зібмахер», також відомого з колекції Уве Кедровського як один із гербів Кедровських.

## Родина Кедровських
- Кедровські[pl]

## Гербовні
Пшемислав Прагерт припускає, що цей герб міг спочатку використовуватися родиною Кедровських з придомком «Лев». Тадеуш Гайль також згадує родину Стшеш (Стшешко, Стшезон), яка використовувала цей герб.
Дуже подібний герб «Лев VI» (Груба, Незнаховський), що використовували сім'ї Грубів і Незнаховських (Незуховських, Нежуховських).